# Saint-Marcory
Saint-Marcory là một xã, nằm ở tỉnh Dordogne vùng Aquitaine của Pháp. Xã này có diện tích 4,76 km², dân số năm 2007 là 56 người. Xã nằm ở khu vực có độ cao trung bình 196 m trên mực nước biển.

## Hành chính
| Danh sách các xã trưởng                |             |              |                  |          |
| Giai đoạn                              | Giai đoạn   | Tên          | Đảng             | Tư cách  |
| tháng 3 năm 2001                       | đương nhiệm | Jean Canzian | không chính thức | nông dân |
| Tất cả các dữ liệu trước đây không rõ. |             |              |                  |          |

## Thông tin nhân khẩu
| Năm    | 1962 | 1968 | 1975 | 1982 | 1990 | 1999 | 2007 |
| ------ | ---- | ---- | ---- | ---- | ---- | ---- | ---- |
| Dân số | 88   | 76   | 69   | 61   | 58   | 58   | 56   |